# Zduny (powiat aleksandrowski)
Zduny (niem. Pottenstein) – wieś w Polsce położona na krawędzi pradoliny Wisły, na Kujawach w środkowej części województwa kujawsko-pomorskiego, w powiecie aleksandrowskim, w gminie Aleksandrów Kujawski.
Według podziału fizycznogeograficznego Polski J.Kondrackiego, obszar ten leży w obrębie mezoregionu Równiny Inowrocławskiej, położonego na obszarze makroregionu Pojezierza Wielkopolskiego.
Wieś sołecka – zobacz jednostki pomocnicze gminy Aleksandrów Kujawski w BIP. Bezpośrednio graniczy z sołectwami Opoczki, Opoki, Wilkostowo i Ośniszczewo.
W latach 1975–1998 miejscowość należała administracyjnie do województwa włocławskiego.

## Historia
W wieku XIX Zduny opisano jako wieś dworską w powiecie inowrocławskim. Obszar wsi wynosił 359 hektarów, dochód ze wsi oceniano na 6000 marek niemieckich. W roku 1886 było we wsi 6 domów 75 mieszkańców, w tym ewangelików 34. Parafia katolicka w Chlewiskach, ewangelicka w Dąbrowie Biskupiej. Sąd w Inowrocławiu.

## Zabytki
Według rejestru zabytków NID na listę zabytków wpisany jest zespół dworski z 4 ćw. XIX w., nr rej.: 239/A z 20.10.1987:
- dwór
- park z alejami promienistymi.